# 설계조
설계조(薛繼祖, 1418년 ~ 1467년)는 조선의 무신이다. 본관은 순창(淳昌). 자는 홍서(弘瑞), 호는 만은(晩隱)이다. 정난공신(靖難功臣)에 책록되고, 옥천군(玉川君)에 봉군되었다. 시호는 안양(安襄)이다.

## 생애
1453년(단종 1년) 부사직(副司直)으로서 수양대군(首陽大君)을 도와 영의정 황보인(皇甫仁) 등을 제거하고 왕위에 오르게 한 공을 세워 정난공신(靖難功臣) 3등에 책록되었다.
1455년(세조 1년) 옥천군(玉川君)에 봉해지고, 선략장군(宣略將軍) 용양시위사(龍驤侍衛司) 후령호군(後領護軍)이 되었다. 동년 11월 전첨(典籤)으로서 조유례(趙由禮)의 작은 집을 하사받았다.
1456년 군기부정(軍器副正)을 거쳐 1457년에 사복소윤(司僕少尹)과 내자소윤(內資少尹)을 역임하였다.
1463년(세조 9년) 경상우도 처치사(慶尙右道處置使)에 제수되었다.
1465년 안주목사(安州牧使)가 되었다.
1467년 졸하였다. 시호는 안양(安襄)이다.

## 같이 보기
- 설계조 영정